# Agostino D'Arco
Agostino D'Arco (Ischia, 5 marzo 1899 – Castellammare di Stabia, 21 settembre 1966) è stato un vescovo cattolico italiano.

## Biografia
Nato a Ischia il 5 marzo 1899 da Michelarcangelo D'Arco e Maria Francesca Trani, fu ordinato sacerdote nel 1923 da mons. Pasquale Ragosta, vescovo di Castellammare di Stabia.
Si laureò in teologia e in lettere e insegnò sia in seminario che nelle scuole pubbliche, tra le quali l'Avviamento Vittoria Colonna e l'Istituto Magistrale.
Divenne canonico della collegiata dello Spirito Santo e assistente diocesano dell'Azione Cattolica.
Nel 1951 fu nominato vescovo titolare di Tenneso e coadiutore di Federico Emanuel, vescovo di Castellammare di Stabia. Succedette a quest'ultimo nella guida della diocesi stabiese nel 1952.
Morì il 21 settembre 1966.
Le sue spoglie sono conservate in un monumento funebre all'interno della cattedrale di Castellammare di Stabia.

## Genealogia episcopale
La genealogia episcopale è:
- Cardinale Scipione Rebiba
- Cardinale Giulio Antonio Santori
- Cardinale Girolamo Bernerio, O.P.
- Arcivescovo Galeazzo Sanvitale
- Cardinale Ludovico Ludovisi
- Cardinale Luigi Caetani
- Cardinale Ulderico Carpegna
- Cardinale Paluzzo Paluzzi Altieri degli Albertoni
- Papa Benedetto XIII
- Papa Benedetto XIV
- Cardinale Enrico Enriquez
- Arcivescovo Manuel Quintano Bonifaz
- Cardinale Buenaventura Córdoba Espinosa de la Cerda
- Cardinale Giuseppe Maria Doria Pamphilj
- Papa Pio VIII
- Papa Pio IX
- Cardinale Alessandro Franchi
- Cardinale Giovanni Simeoni
- Cardinale Antonio Agliardi
- Cardinale Basilio Pompilj
- Cardinale Adeodato Piazza, O.C.D.
- Vescovo Agostino D'Arco